# Jacob M. Appel
 (avril 2025).
Œuvres principales
- The Man Who Wouldn't Stand Up (2012)
- Scouting for the Reaper (2014)
- Une vie exemplaire (2017)

Jacob M. Appel est un auteur, médecin et bioéthicien né le 21 février 1973 à New York (New York). Il est notamment connu pour ses nouvelles, ses pièces de théâtre ainsi que son travail de bioéthicien sur la neuroéthique, le don d'organes et l'euthanasie. Il a remporté le prix international du livre de Dundee en 2012 pour son roman The Man Who Whouldn't Stand Up ainsi que le Black Lawrence Hudson Prize la même année pour son recueil de nouvelles Scouting for the Reaper. Il est directeur du département d'éducation à l'éthique en psychiatrie à la Mount Sinai School of Medicine de New York.

## Biographie

### Formation
En 1995, Jacob M. Appel obtient un Bachelor of Arts avec un double cursus en littératures anglaise et américaine ainsi qu'en histoire de l'université de l'université Brown. Il est détenteur de sept diplômes de master : un master en histoire Européenne de l'université de Brown en 1996, un master en histoire américaine et un Master of Philosophy de l'université Columbia en 1998 et 2000 respectivement, un master en écriture créative de l'université de New York en 2000, un doctorat en droit à la faculté de droit de Harvard en 2003, un master en bioéthique de l'Albany Medical College en 2012, un master en dramaturgie du Queens College en 2013 et un master en santé publique de la Mount Sinai School of Medicine en 2014.

### Positions politiques face aux questions de santé publique
Jacob M. Appel a écrit de nombreux articles sur des questions de bioéthiques, sur le droit au suicide par exemple, mais a également participé aux débats sur le système de santé publique américain[réf. nécessaire].

## Œuvre

### Méthode de travail
Jacob M. Appel écrit dans son temps libre, souvent durant ses gardes à l'hôpital. En tant que médecin psychiatre, une partie selon lui importante de sa méthode de travail est de se détacher de ce qu'il a entendu pendant la journée, pour s'assurer que tout ce qu'il écrit est bel et bien fictionnel et qu'il n'enfreint pas au secret médical[réf. nécessaire].

### Distinctions
Jacob M. Appel a reçu un bon nombre de prix pour ses œuvres. Il a notamment gagné la compétition de nouvelles du magazine Boston Review, le Prix William Faulkner-William Wisdom de la meilleure nouvelle, le prix Dana, le prix des Arts des Lettres de la Fiction, le Prix Kurt Vonnegurt du magazine North American Review, the Prix de l'Editeur du magazine Missouri Review, le Prix Wabash du magazine Sycamore Review, le prix de la meilleure nouvelle du magazine Briar Cliff Review, le prix H. E. Francis, le prix New Millennium Writings catégorie Fiction quatre années, sans compter de nombreuses nominations. 
Son premier recueil de nouvelles, Scouting for the Reaper, a reçu le Hudson Prize en 2012, et son premier roman, The Man Who Wouldn’t Stand Up, a remporté le Prix international du livre de Dundee en 2012 et l'International Rubery Book Award en 2013,.

## Œuvres

### Pièces de théâtre
- The Resurrection of Dismas and Gestas (2005)
- In the Floodplain (2005)
- Arborophilia (2006)
- The Three Belles of Eden (2006)
- The Mistress of Wholesome (2007)
- The Replacement (2008)
- Woodpecker (2008)
- Causa Mortis (2009)
- Helen of Sparta (2009)

### Romans
- The Man Who Wouldn't Stand Up (Cargo, 2012)
- The Biology of Luck (Elephant Rock, 2013)
- Une vie exemplaire[note 1] (Permanent Press, 2017)
- Millard Salter's Last Day (Gallery Books, 2017)
- Surrendering Appomattox (C&R, 2019)

### Nouvelles
- Scouting for the Reaper (Black Lawrence, 2014)
- Einstein's Beach House (Pressgang/Butler University, 2014)
- The Magic Laundry (Snake Nation, 2015)
- Miracles and Conundrums of the Secondary Planets (Black Lawrence, 2015)
- Coulrophobia & Fata Morgana (Black Lawrence, 2016)
- The Topless Widow of Herkimer Street (Howling Bird Press/Augsburg College, 2016)
- The Liars' Asylum (Black Lawrence Press, 2017)
- The Amazing Mr. Morality (Vandalia Press/West Virginia University, 2018)
- Amazing Things Are Happening Here (Black Lawrence, 2019)

### Essais
- Phoning Home (University of South Carolina Press, 2014)
- Who Says You're Dead? (Algonquin, 2019)

### Poésie
- The Cynic in Extremis: Poems (Able Muse, 2018)